# بخش خونین (سان لوئیس)
بخش خونین (به اسپانیایی: Departamento Junín) یک منطقهٔ مسکونی در آرژانتین است که در استان سان لوئیس واقع شده‌است. بخش خونین ۲٬۴۷۶ کیلومتر مربع مساحت و ۲۰٬۲۷۱ نفر جمعیت دارد.